# Eriolaena stocksii
Eriolaena stocksii är en malvaväxtart som beskrevs av Joseph Dalton Hooker, Amp; Thoms. och Maxwell Tylden Masters. Eriolaena stocksii ingår i släktet Eriolaena och familjen malvaväxter. Inga underarter finns listade i Catalogue of Life.